# (5411) Liia
(5411) Liia est un astéroïde de la ceinture principale.

## Description
(5411) Liia est un astéroïde de la ceinture principale. Il fut découvert le 2 janvier 1973 à Naoutchnyï par Nikolaï Tchernykh. Il présente une orbite caractérisée par un demi-grand axe de 3,07 UA, une excentricité de 0,04 et une inclinaison de 5,6° par rapport à l'écliptique.

## Compléments